# 1987 a tudományban

## Csillagászat
- február 23. – Megfigyelték az 1987a jelű szupernóvát, mely az első szabad szemmel is látható ilyen jelenség 1604 óta.

## Orvostudomány
- március 20. – A Food and Drug Administration bejegyzi az AIDS ellen használt AZT nevű szert.
- május 11. – Az első szív-tüdő transzplantáció.
- december 29. – A Prozac®-ot bevezetik az USA-ban.

## Technika
- A Canon bemutatja az EOS kamerákat.
- december 1. – Megkezdődik a Csatorna-alagút (Channel Tunnel) kiépítése.

## Díjak
- Nobel-díj
  - Fizikai Nobel-díj: Johannes Georg Bednorz (DE) és Karl Alex Müller (CH) „a kerámiákban történő szupravezetéssel kapcsolatos úttörő felfedezéseikért” .
  - Kémiai Nobel-díj: Donald J. Cram, Jean-Marie Lehn, Charles J. Pedersen „az élő rendszerek anyagainak kémiai viselkedését utánzó molekulák létrehozásáért”.
  - Fiziológiai és orvostudományi Nobel-díj: Tonegava Szuszumu „az ellenanyagok sokféleségét lehetővé tevő genetikai mechanizmust felismeréséért”.
- Turing-díj: John Cocke
- Wollaston-érem  – Claude Jean Allègre

## Halálozások
- március 19. – Louis de Broglie fizikai Nobel-díjas (* 1892)
- október 13. – Walter Brattain Nobel-díjas amerikai feltaláló, fizikus (* 1902)
- október 2. – Peter Medawar megosztott Nobel-díjas, brazíliai születésű brit biológus, immunológus (* 1915)
- október 20. – Andrej Nyikolajevics Kolmogorov orosz matematikus (* 1903)
- december 2. – Jakov Boriszovics Zeldovics orosz asztrofizikus (* 1914)